# Rämisgummen
Rämisgummen [(d̥ə) ræmisˈg̊ʊmə] ist der Name einer Flur an der Westflanke des auf der Grenze zwischen den Gemeinden Eggiwil im Kanton Bern und Escholzmatt-Marbach im Kanton Luzern gelegenen Rämisgummehogers (1300,5 m ü. M.). Sie erstreckt sich über eine Länge von etwa 1,5 km und ist mit drei Bauernhöfen bestanden (von Nord nach Süd): Vorder, Mittler und Hinder Rämisgummen.

## Name
Der Rämisgummen ist seit 1531 (Rämiss guman) urkundlich bezeugt. Bei dem Namen handelt es sich um eine Zusammensetzung mit dem Grundwort Gumme, welches eine übers Romanische vermittelte Entlehnung eines gallischen *cumbā ‹Mulde, Eintiefung› sein dürfte; im Entlebuch soll noch zum Beginn des 19. Jahrhunderts das Wort Kum(m)e mit der Bedeutung ‹tiefer Wasserbehälter, Zisterne› in Gebrauch gewesen sein. Das Vorderglied kann auf einen Personennamen oder, mit Rücksicht auf das sehr häufige Vorkommen dieses Namensbestandteils, vielleicht auch auf ein Appellativ zurückgehen, vorgeschlagen wird eine Weiterbildung zu schweizerdeutsch Rame ‹Rahmen, Einfassung›. Zu erwägen ist ein Zusammenhang mit dem nordöstlich anschliessenden Talkessel namens Gummen.